# Ерік Кендел
Е́рік Ке́ндел (англ. Eric Richard Kandel; нар. 7 листопада 1929, Відень, Австрія) — нейробіолог, психіатр, професор біохімії. Лауреат Нобелівської премії з медицини та фізіології за дослідження сигнальної трансдукції у нервовій системі, 2000 (робота Кендела показала, як медіатори через вторинні посередники і фосфорилювання білків забезпечують формування короткотривалої та довготривалої пам'яті).
Прізвище Kandel в англомовній транскрипції читається як Кендел, а враховуючи єврейське походження в україно- та російськомовній літературі часто перекладається як Кандель.

## Біографія
Народився y сім'ї ортодоксальних євреїв-ашкеназі, вихідців з України. Мати Еріка, Шарлотта Зімельс, народилася 1897 року в Коломиї. Вона походила з родини заможних євреїв ашкеназі. Його батько, Герман Кендел, народився 1898 року в бідній родині в Олесько, що розташоване неподалік Львова. До початку Першої світової війни його батьки переїхали у Відень (Австрія), де зустрілися й одружилися 1923 року. Герман Кендел був власником магазину іграшок, в якому і працювали батьки Еріка. У 1924 році народився Людвіг — брат Еріка, а через 5 років і він сам. Родина Кенделів жила в маленькій квартирі на Северингассе біля медичного факультету і недалеко від будинку номер 19 по Бреггассе, де жив Зигмунд Фрейд.

### Дитинство у Відні
Почав вчитися у віденській школі. У березні 1938 року у Відень вступає Гітлер, де його тріумфально зустрічають, скандуючи «Хайль Гітлер!». 13 березня через радіоприймач, перший зібраний старшим братом, Ерік і Людвіг слухали про вхід німецьких військ в Австрію. Так почалась нацистська окупація і нестерпне життя для євреїв. Їх масово принижували, викорінювали і цькували самі ж австрійці, яких надихали нацисти. Дітей виганяли зі шкіл, дорослих з місць роботи, виселяли з будинків цілими сім'ями, знущались і жорстоко били. У листопаді батько Еріка, Герман, став жертвою Кришталевої ночі — апогею агресивних нападів на євреїв. Германа затримали, конфіскували магазин і передали іншому власникові. У квартиру Кенделів вторглися саме в той час, коли дев'ятирічний Ерік грався своїм новим подарунком на день народження — машинкою на радіоуправлінні. Змусили тимчасово переселитися в помешкання інших євреїв. Коли дозволили повернутися, квартира була обкрадена і розгромлена вщент, зокрема не стало й машинки. Батька відпустили лише через декілька днів. Така ситуація змусила родину переїхати. Спочатку Ерік і Людвіг через Брюссель, де жили родичі, виїхали до Нью-Йорка. Згодом до них приєдналися батьки. По приїзді в Америку змінив ім'я з Еріха, на Еріка, а його брат Людвіг став Льюїсом.

### Життя в Америці
Завдяки зусиллям дідуся Ерік був посвячений у всі єврейські традиції і був прийнятий у школу Флетбуш, яку закінчив 1944 року. Далі вступив у школу Еразмус Холл, де почав цікавитися європейською історією та літературою XIX-ХХ століть, був спортивним кореспондентом у шкільній газеті.
Вищу освіту отримав у Гарвардському університеті. Спеціалізувався на історії та літературі сучасної Європи. Курсова дослідницька робота стосувалась ставлення до націонал-соціалізму німецьких письменників з різними позиціями, що відображали широкий спектр реакцій німецьких інтелектуалів на наступ нацизму. На третьому курсі познайомився з Анною Кріс, емігранткою з Відня. На четвертому курсі раптово помирає один з улюблених викладачів німецької літератури — Карл Фієтор. А завдяки знайомству з батьками Анни, двома відомими психоаналітиками з кола Фрейда, Ерік знаходить нове зацікавлення і придумує, чим можна заповнити вільний час замість семінарів Фієтора. У психоаналізі Еріка приваблювало те, що він поєднував у собі роботу уяви, всебічність та емпіричну базу (як через наївність здавалось), а ще тому, що Фрейд був євреєм родом із Відня. Психоаналіз відкривав можливості дослідження не лише мотивації та свідомої і несвідомої пам'яті, а й розвитку сприйняття та мислення. Ця галузь здавалась Кенделу більш захопливою, ніж історія європейської літератури і культури.
Щоб стати практикуючим психоаналітиком, необхідно було піти в медичну школу, стати лікарем і вивчитись на психіатра. Ерік вступив в Медичну школу Нью-Йоркського університету. Під час навчання познайомився зі своєю майбутньою дружиною Деніз Бистрен, захопився нейробіологією, анатомією мозку. При погляді на пластилінову модель мозку Кендел задавався питаннями, де в ньому знаходяться «я», «воно» і «зверх-я» про які писав Фрейд. Кендел вирішує пройти курс в Колумбійському університеті, який читав нейрофізіолог Гарі Грундфест. Згодом працює в його лабораторії над впливом ЛСД на кору головного мозку, записує потенціали дії нервової системи рака. Разом з Олденом Спенсером досліджує нейрони гіпокампу, щоб виявити відмінність у функціонуванні цих нейронів від інших. Досліджуючи нервову систему ссавців, Кендел розуміє, що вона складна для з'ясування елементарних механізмів пам'яті, тому здійснює пошук більш простого і зручного модельного об'єкта та зупиняється на молюску аплізії. Щоб перейняти досвід роботи з цим об'єктом, планує поїздку до Франції до спеціаліста Ладислава Тауца. Перед Францією працює в Центрі психічного здоров'я, де відкриває нейронні властивості нейроендокринних клітин гіпоталамуса — вони так само можуть генерувати потенціали дії, як і інші нейрони, та в той же час є ендокринними. Після Франції Ерік Кандель переїжджає в Гарвард і викладає в Гарвардській медичній школі. У лікарні в Бостоні йому пропонують завідувати відділом психіатрії, але він відмовляється. Натомість їде до Нью-Йорка, згодом засновує і стає директором Колумбійського центру неврології і поведінки, де його з групою однодумців дослідження увінчались успіхом — Нобелівською премією (відзначений за відкриття молекулярних механізмів роботи синапсів). В 1983 році Дональд Фредріксон, президент Медичного інституту Говарда Г'юза [Архівовано 7 грудня 2003 у Wayback Machine.], запрошує Кендела, Джиммі Шварца та Річарда Акселя стати основою групи по вивченню молекулярної біології когнітивних функцій. Це стало вагомим підґрунтям для освоєння молекулярних методів Еріком Кенделом. Говард Г'юз був авіаконструктором та пілотом, одним з найбагатших людей свого часу. У 1953 році свою компанію Hughes Aircraft Company він передав новоствореному Медичному інституту. В інституті панувала атмосфера інтелектуальної свободи, де фінансування і переконання керівництва дозволяли проводити сміливі та передові дослідження. Група Кендела стала Медичним інститутом Говарда Г'юза при Колумбійському університеті [Архівовано 19 січня 2015 у Wayback Machine.].
Відкриття Е. Кендела пояснило основні аспекти функціонування клітинних і молекулярних механізмів пам'яті, зробило можливим розробку нових типів лікарських препаратів, потрібних для поліпшення функції пам'яті у пацієнтів із різними типами деменції.

### Участь у біотехнологічних розробках ліків
У 1985 році Кендела запросили зробити доповідь про хворобу Альцгеймера на засідання ради директорів компанії Biotechnology General. Після цього засідання Фред Адлер, голова ради, запропонував Кенделу та Річарду Акселю заснувати нову біотехнологічну компанію, яка займатиметься виключно нервовою системою та використовувати досягнення молекулярної біології для боротьби із захворюваннями цієї системи. Спочатку Ерік не хотів займатись біотехнологією, вважав, що такі компанії займаються нудною наукою, але Річард доводив йому, що така робота може бути захопливою.
В 1987 Кендел і Аксель заснували компанію Neurogenetics, що потім отримала назву Synaptic Pharmaceuticals. До складу науково-консультативної ради Кендел запросив Волтера Гілберта, що був засновником компанії Biogen та вже мав досвід у бізнесі. Пішовши з компанії Biogen, Гілберт почав займатись нейробіологією. Із вчених у раді були й Пол Грінгард, Люіс Роуланд, Пол Маркс та інші.
Для початку роботи вирішили зайнятися рецепторами серотоніну та дофаміну, вирішили їх клонувати, з'ясувати принцип роботи та отримати хімічні сполуки, що ними управляли б. Робота почалась успішно.
В 1992 фірма була реорганізована у відкриту компанію і її рада була розформована. Кандель деякий час залишався консультантом, але через три роки заснував іншу компанію, що спеціалізувалась на його власних дослідженнях — Memory Pharmaceuticals. Ідея організувати це підприємство з'явилась за вечерею з Волтером Гілбертом, коли обговорювали результати, що змушували припускати зворотність втрати пам'яті у старих щурів. Деніз запропонувала організувати компанію, що розробила б «маленьку червону таблетку» для лікування вікової втрати пам'яті.
Схожість симптомів старечої забудькуватості (важкість запам'ятовувати нове) із випадком пацієнта Г. М. [Архівовано 5 травня 2014 у Wayback Machine.] наштовхнуло Канделя на думку, що проблема криється в гіпокампі. Тим більше, що нещодавні відкриття засвідчили зникнення в гіпокампі синапсів, що виділяють дофамін (який відіграє важливу роль в підтриманні довготривалого підсилення синаптичних зв'язків). В експериментах на мишах Кандель з'ясував, що в старечому віці порушується пізня фаза довготривалої потенціації (пов'язана з довготривалою експліцитною пам'яттю). І якщо раніше з'ясували, що ця фаза здійснюється за допомогою цАМФ, то, застосувавши препарат роліпрам (що інгібує фермент, який розщеплює цАМФ), домоглися поліпшити пов'язану з гіпокампом здатність до навчання у більш старих мишей. Такі перспективи лікування старечої забудькуватості наштовхнуло керівництво Memory Pharmaceuticals звернутись до вивчення ранньої фази розвитку хвороби Альцгеймера. Той самий препарат роліпрам запобігав порушенню пам'яті на ранніх етапах розвитку хвороби Альцгеймера, бо, як виявилось, бета-амілоїд (токсична форма білку, що утворюється при цьому захворюванні) спричиняє зниження активності цАМФ.
У теперішній час Memory Pharmaceuticals займається розробкою препаратів не тільки проти вікової втрати пам'яті та хвороби Альцгеймера, а й проти інших порушень пам'яті, що супроводжують деякі неврологічні та психічні розлади (наприклад, депресія, шизофренія).

### Ставлення до Австрії та визначення життєвих інтересів
Ерік Кендел високо цінує культуру Австрії та глибоко розчарований її низьким падінням. Події у Відні, пережиті в дитинстві, певним чином визначили інтереси вченого до вивчення психіки та людської поведінки, непередбачуваності вчинків і стійкості пам'яті.

## Нагороди
У 2000 році нагороджений Нобелівською премією з фізіології або медицини.

## Почесні звання
8 жовтня 2008 року йому було присвоєно звання «Почесний громадянин Відня».

### Книги
- Kandel, Eric R. (1976), Cellular Basis of Behaviour: An Introduction to Behavioural Neurobiology, New York: W.H. Freeman & Company, ISBN 978-0-716-70522-2
- Kandel, Eric R. (1978), A Cell - Biological Approach to Learning, New York: Society for Neuroscience, ISBN 978-0-916-11007-9
- Kandel, Eric R. (1979), Behavioural Bio of Aplysia: Origin & Evolution, New York: W.H. Freeman & Company, ISBN 978-0-716-71070-7
- Kandel, Eric R.; Schwartz, James H.; Jessell, Thomas M.; Siegelbaum, Steven A.; Hudspeth, A. J. (1981), Principles of Neural Science (вид. 5th), New York: McGraw-Hill, ISBN 978-0-071-39011-8
- Kandel, Eric R. (1987), Molecular Neurobiology in Neurology and Psychiatry, New York: Lippincott Williams & Wilkins, ISBN 978-0-881-67305-0
- Kandel, Eric R.; Jessell, Thomas M.; Schwartz, James H (1995), Essentials of Neural Science and Behaviour, New York: McGraw-Hill/Appleton & Lange, ISBN 978-0-838-52245-5
- Kandel, Eric R. (2005), Psychiatry, Psychoanalysis, and the New Biology of Mind, New York: American Psychiatric Publishing, ISBN 978-1-585-62199-6
- Kandel, Eric R. (2007), In Search of Memory: The Emergence of a New Science of Mind, New York: W. W. Norton & Company, ISBN 978-0-393-32937-7
- Kandel, Eric R. (2012), The Age of Insight: The Quest to Understand the Unconscious in Art, Mind, and Brain, from Vienna 1900 to the Present, New York: Random House, ISBN 978-1-4000-6871-5
- Kandel, Eric R. (2016), Reductionism in Art and Brain Science: Bridging the Two Cultures, New York: Columbia University Press, ISBN 978-0-231-17962-1
- Kandel, Eric R. (2018), The Disordered Mind: What Unusual Brains Tell Us About Ourselves, New York: Farrar, Straus and Giroux, ISBN 9780374287863.

### Статті
- Malleret G, Alarcon JM, Martel G, Takizawa S, Vronskaya S, Yin D, Chen IZ, Kandel ER, Shumyatsky GP (March 2010). Bidirectional regulation of hippocampal long-term synaptic plasticity and its influence on opposing forms of memory. J. Neurosci. 30 (10): 3813—25. doi:10.1523/JNEUROSCI.1330-09.2010. PMC 6632240. PMID 20220016.
- Akil H, Brenner S, Kandel E, Kendler KS, King MC, Scolnick E, Watson JD, Zoghbi HY (March 2010). Medicine. The future of psychiatric research: genomes and neural circuits. Science. 327 (5973): 1580—1. doi:10.1126/science.1188654. PMC 3091000. PMID 20339051.
- Simpson EH, Kellendonk C, Kandel E (March 2010). A possible role for the striatum in the pathogenesis of the cognitive symptoms of schizophrenia. Neuron. 65 (5): 585—96. doi:10.1016/j.neuron.2010.02.014. PMC 4929859. PMID 20223196.
- Si K, Choi YB, White-Grindley E, Majumdar A, Kandel ER (February 2010). Aplysia CPEB can form prion-like multimers in sensory neurons that contribute to long-term facilitation. Cell. 140 (3): 421—35. doi:10.1016/j.cell.2010.01.008. PMID 20144764. S2CID 14305206.
- Kandel ER (October 2009). The biology of memory: a forty-year perspective. J. Neurosci. 29 (41): 12748—56. doi:10.1523/JNEUROSCI.3958-09.2009. PMC 6665299. PMID 19828785.
- Muzzio IA, Levita L, Kulkarni J, Monaco J, Kentros C, Stead M, Abbott LF, Kandel ER (June 2009). Attention enhances the retrieval and stability of visuospatial and olfactory representations in the dorsal hippocampus. PLOS Biol. 7 (6): e1000140. doi:10.1371/journal.pbio.1000140. PMC 2696347. PMID 19564903.{{cite journal}}:  Обслуговування CS1: Сторінки із непозначеним DOI з безкоштовним доступом (посилання)